# Laba-laba
Laba-laba (Qualea rosea) é uma árvore nativa da Amazônia (Suriname, Guiana Francesa e Brasil) que atinge cerca de 20 metros de altura.
Pertence à família das Voquisiáceas.
Sua madeira é muito usada para canoas e gamelas.